# Enllaç glicosídic
L'enllaç O-glicosídic és l'enllaç covalent que uneix dos monosacàrids a fi de formar glicòsids, disacàrids o polisacàrids. Sempre intervé un grup hemiacetal a la reacció.
En l'àmbit dels glúcids, l'enllaç O-glicosídic és l'enllaç mitjançant el qual s'uneixen entre ells dos o més monosacàrids formant disacàrids o polisacàrids, respectivament.

## Descripció i esquema d'un exemple
Mitjançant aquest enllaç s'uneixen dos monosacàrids segons el següent esquema: 
La primera molècula que es veu és el monosacàrid D-glucosa i la segona molècula també és D-glucosa.
En l'enllaç O-glicosídic reaccionen el grup -OH (hidroxil) del C anomèric del primer monosacàrid amb un -OH d'un altre C de l'altre monosacàrid (ja sigui el C anomèric o no) formant un disacàrid i una molècula d'aigua (H₂O). El procés és realment una condensació; en aquest cas se li denomina deshidratació per la característica de la pèrdua de la molècula d'aigua (Igual com en la formació de l'enllaç peptídic).
Depenent si la reacció dels -OH provinguin dels dos C anomèrics el disacàrid serà dicarboxílic i no tindrà poder reductor. Mentre que si participen els -OH d'un C anomèric i d'altre C no anomèric, el disacàrid serà monocarboxílic i tindrà poder reductor - ja que tindrà el -OH d'un C anomèric lliure.
Al final del procés ambdós monosacàrids quedaran units per un oxigen (O), i per això l'enllaç es diu O-glicosídic. En altres casos l'enllaç glicosídic pot ser per un sofre (S), i en aquest cas es diu S-glicosídic.

## Nomenclatura
Per nomenar el disacàrid obtingut es nomena d'aquesta manera:
- S'escriu el primer monosacàrid implicat afegint-li l'acabament -osil.
- S'escriu entre parèntesis i amb una fletxa els carbonis els -OH del qual intervenen en el procés (X → X').
- S'escriu el segon monosacàrid. Si és un enllaç dicarboxílic s'escriu acabat en -ósid, si l'enllaç és monocarbonílic acabat en -osa.

Així l'exemple de l'esquema serà: 
α, D glucopiranosil (1 → 4) α, D glucopiranosa
Hi ha 2 tipus més d'enllaç glicosídic alfa 1.6 i beta 1.4